# بريت هاربر
بريت هاربر (بالإنجليزية: Brett Harper)‏ هو لاعب كرة قاعدة أمريكي، ولد في 31 يوليو 1981 في سولت ليك في الولايات المتحدة.

## وصلات خارجية
- بريت هاربر على موقع دوري كرة القاعدة الرئيسي (الإنجليزية)
- بريت هاربر على موقع الدوري الياباني لكرة القاعدة (الإنجليزية)
- بريت هاربر على موقعبيزبول رفرنس.كوم (الدوري الثانوي) (الإنجليزية)
- بريت هاربر على موقع إي إس بي إن.كوم (أم.أل.بي) (الإنجليزية)
- بريت هاربر على موقع مشجعي الرسوم البيانية (الإنجليزية)